# Toevalsmatrix
In de kansrekening en de wiskundige natuurkunde is een toevalsmatrix een matrix met stochastische variabelen als elementen. 
Veel belangrijke eigenschappen van natuurkundige systemen kunnen wiskundig als matrixproblemen worden weergegeven. De thermische geleidbaarheid van een kristalrooster kan bijvoorbeeld worden berekend uit de dynamische matrix van de interacties tussen de deeltjes binnen dat rooster.